# Alípio Correia Neto
Alípio Corrêa Neto (Cataguases, 14 de janeiro de 1898 – São Paulo, 24 de maio de 1988) foi um médico, professor e escritor brasileiro.

## Biografia[1]
Formou-se pela Faculdade de Medicina da Universidade de São Paulo (antiga Faculdade de Medicina e Cirurgia de São Paulo) em 1923. No ano seguinte defendeu tese de doutorado sendo aprovado com distinção.
Alípio Correia Neto escolheu dedicar-se ao ramo da cirurgia no exercício da profissão que elegeu. Por concurso, foi professor de Clínica Cirúrgica, tanto na USP quanto na Escola Paulista de Medicina (hoje UNIFESP).

### Na FEB
Em 1942, entrando o país na Segunda Grande Guerra contra os países do Eixo, Correia Neto alistou-se na Força Expedicionária Brasileira - FEB, sendo enviado em agosto de 1944 para a Europa, onde permaneceu até o final do conflito no atendimento médico ao lado dos nossos pracinhas que lutavam numa das mais difíceis zonas de combate, os montes Apeninos no centro da Itália. Recebeu nessa ocasião a patente de major. Pela sua alta competência, grande coragem, capacidade de organização e de logística, foi várias vezes homenageado pelo General Clark, comandante do exército americano que lutava na Península. Sobre essa fase de sua vida, escreveu um livro de memórias ao qual intitulou Notas de um expedicionário médico.
Alípio Correia Neto, médico de grande prestígio na Brasil, foi um dos fundadores da Associação Paulista de Medicina e da Associação Brasileira da Medicina.

### Vida Na Política e Candidatura à Vice-Presidência da República
Foi deputado estadual por duas legislaturas (2a e 3a legislaturas) e foi candidato à vice-presidência da república pelo Partido Socialista Brasileiro em 1950, não alcançando, entretanto, a eleição.  

### Na reitoria da USP
Em 26 de fevereiro de 1955 foi nomeado para o cargo de reitor da Universidade de São Paulo, sendo o 11º a ocupá-lo. Deixou esse importante cargo público em 28 de março de 1957.

## Livro Clínica Cirúrgica: Alípio Corrêa Netto

### 1ª edição (1965)
Escrita pelo próprio professor Alípio Correa Netto e diversos colaboradores, possuia como título, apenas, Clínica Cirúrgica, contendo 5 volumes, e publicado pelo Fundo Editorial Procienx.
1º Vol.: Patologia Cirúrgica Geral, Tumores, Queimaduras, Cirurgia Plástica e Neurocirurgia.
2º Vol.: Glândulas Endócrinas, Afecções Cirúrgicas das Glândulas Mamárias, Anomalias Congênitas do Pescoço, e Cirurgia Vascular.
3º Vol.: Problemas especiais de Cirurgia Torácica, Parede Torácica e Pleura, Cirurgia Pulmonar, do Mediastino, Cardíaca e do Pericárdio.
4º Vol.: Parede Abdominal, Peritônio, Hérnias, Esôfago, Estômago e Intestino Delgado.
5º Vol.: Intestino Grosso, Canal Anal, Fígado, Vesícula e Vias Biliares, Páncreas e Baço.

### 2ª edição (1968)
Coleção em 5 volumes 19x27cm, capa verde sem escritos, informações apenas na lombada. Também publicada pelo Fundo Editorial Procienx. Utiliza a mesma divisão em volumes da 1ª edição. Ainda com o título, Clínica Cirúrgica.
1º Vol.: Patologia Cirúrgica Geral, Tumores, Queimaduras, Cirurgia Plástica e Neurocirurgia (396 páginas).
2º Vol.: Glândulas Endócrinas, Afecções Cirúrgicas das Glândulas Mamárias, Anomalias Congênitas do Pescoço, e Cirurgia Vascular (470 páginas).
3º Vol.: Problemas especiais de Cirurgia Torácica, Parede Torácica e Pleura, Cirurgia Pulmonar, do Mediastino, Cardíaca e do Pericárdio (415 páginas).
4º Vol.: Parede Abdominal, Peritônio, Hérnias, Esôfago, Estômago e Intestino Delgado (399 páginas).
5º Vol.: Intestino Grosso, Canal Anal, Fígado, Vesícula e Vias Biliares, Páncreas e Baço (452 páginas).

### 3ª edição (1974) - Revisada e Ampliada (1979)
Coleção em 5 volumes, capa dura verde com informações sobre o livro dourado. Publicada agora pela Editora Sarvier, motivo pela qual, o título foi mudado para o atual, Clínica Cirúrgica - Alípio Corrêa Netto. Contem a mesma divisão em volumes das edições anteriores.
Escrito sem maiores contribuições do professor Alípio Correa Netto, mantido seu nome como homenagem. De autoria dos professores Euryclides de Jesus Zerbini, Eduardo Etzel, Arrigo Antônio Raia, Irany Novah Moraes, Rubens Monteiro de Arruda, Jorge Zaidam, Joaquim Vieira Filho.
1º Vol.: Patologia Cirúrgica Geral, Tumores, Queimaduras, Cirurgia Plástica e Neurocirurgia (464 páginas).
2º Vol.: Glândulas Endócrinas, Afecções Cirúrgicas das Glândulas Mamárias, Anomalias Congênitas do Pescoço, e Cirurgia Vascular (463 páginas).
3º Vol.: Problemas especiais de Cirurgia Torácica, Parede Torácica e Pleura, Cirurgia Pulmonar, do Mediastino, Cardíaca e do Pericárdio (820 páginas).
4º Vol.: Parede Abdominal, Peritônio, Hérnias, Esôfago, Estômago e Intestino Delgado (577 páginas).
5º Vol.: Intestino Grosso, Canal Anal, Fígado, Vesícula e Vias Biliares, Páncreas e Baço (576 páginas).

### 4ª edição (1988) - Revisada e Ampliada (1994)
Publicação também por conta da Editora Sarvier, e publicação da obra em 4 volumes. A primeira tiragem, de 1988, com capa na cor marrom e informações em brancos. Enquanto a segunda tiragem, de 1994, capa na cor bege e uma linha vertical cinza azulado, e informações em preto.
1º Vol.: Patologia Cirúrgica Geral, Cirurgia Plástica, Cirurgia da Cabeça e Pescoço, Afecções Cirúrgicas da Glândula Suprarrenal (720 páginas).
2º Vol.: Cirurgia Vascular, Neurocirurgia (572 páginas).
3º Vol.: Pulmão, Coração (914 páginas).
4º Vol.: Parede Abdominal, Peritônio, Hérnias, Esôfago, Estômago, Intestino Delgado, Intestino Grosso, Canal Anal, Fígado, Vesícula e Vias Biliares, Pancreas e Baço (990 páginas).